# افلیبرسپت
افلیبرسپت، که با نام‌های تجاری Eylea و Zaltrap به فروش می رسد، دارویی است که برای درمان بیماری تباهی لکه زرد و سرطان روده بزرگ متاستاتیک استفاده می شود. این دارو توسط شرکت داروسازی ریجنران ساخته شده است و در ایالات متحده و اتحادیه اروپا مورد تایید قرار گرفته است.
افلیبرسپت یک مهار کننده فاکتور رشد اندوتلیال عروقی (VEGF) است.